# 本·科莱特
本杰明·"本"·科莱特（Benjamin "Ben" Collett，1980年9月11日—）出生於英格蘭大曼徹斯特郡伯利（Bury），是一名前職業足球運動員，司職中場中，曾效力曼聯、新西兰骑士及阿培爾頓阿高夫。因傷提早退役後，科莱特重返校園，入讀利兹大学，修讀英語。

## 生平
科莱特在9歲之齡加入曼聯青訓學院，逐漸磨鍊球技，更成為2003年贏取英格蘭足總青年盃的曼聯青年隊的一員，同隊隊友包括、及等，在決賽首回合射入一球協助球隊領先2-0，次回合雙方各一言和，兩回合累計3-1擊敗青年隊。賽後科莱特更獲選曼聯的「吉姆·墨菲最佳新秀」（Jimmy Murphy Young Player of the Year）。
2003年5月，年僅18歲科莱特首次代表曼聯預備隊出戰，被對方的加里·史密斯（Gary Smith）一次勇悍攔截導致右腿骨兩處骨折。雖然經過長時間的復康治療，惟科莱特仍無法回復舊觀，2005年4月更被曼聯棄用。科莱特選擇到海外，希望延續其職業足球事業，首先到紐西蘭加盟新西兰骑士，再轉到荷蘭效力阿培爾頓阿高夫，最終亦需放棄而退役。

## 索償
2008年科莱特在對及加里·史密斯的索償訴訟獲得勝訟，可獲得超過430萬英鎊的賠償，是同類訴訟獲償金額最高的紀錄。
爵士、及均有出席聆訊，同時供稱科莱特是一名「甲級」球員，有機會在曼聯陣中立足及成為一個家喻戶曉的名字。